# Arrondissement di Foix
L'arrondissement di Foix è un arrondissement dipartimentale della Francia situato nel dipartimento dell'Ariège, nella regione Occitania.

## Storia
Fu creato nel 1800 sulla base dei preesistenti distretti.

## Composizione
L'arrondissement è composto da 135 comuni raggruppati in 9 cantoni:
- cantone di Ax-les-Thermes
- cantone di Foix-Rural
- cantone di Foix-Ville
- cantone di La Bastide-de-Sérou
- cantone di Lavelanet
- cantone di Les Cabannes
- cantone di Quérigut
- cantone di Tarascon-sur-Ariège
- cantone di Vicdessos